# The Fire Fighters

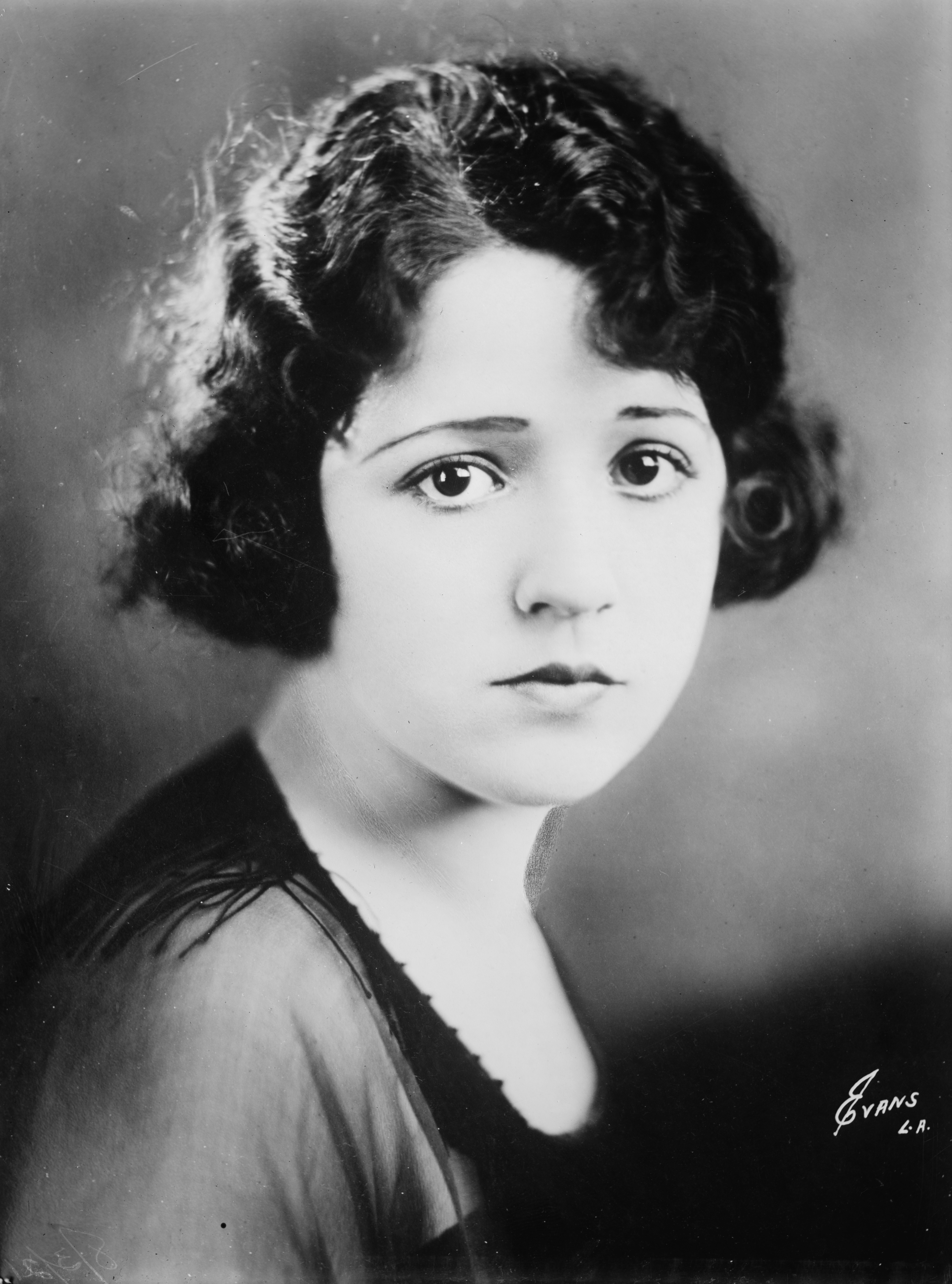
Helen Ferguson, que interpreta Mary Kent no seriado.

The Fire Fighters é um seriado estadunidense de 1927, no gênero ação, dirigido por Jacques Jaccard, em 10 capítulos, estrelado por Jack Dougherty e Helen Ferguson. O seriado foi produzido e distribuído pela Universal Pictures, e veiculou nos cinemas estadunidenses entre 17 de janeiro e 21 de março de 1927. Foi baseado no conto "Cap Fallon, Firefighter", de John A.Moroso.
Este seriado é considerado perdido.

## Elenco
- Jack Dougherty - Jimmie Powers
- Helen Ferguson - Mary Kent
- Wilbur McGaugh
- Lafe McKee
- Al Hart (creditado Albert Hart)
- Florence Allen
- Robert Irwin
- Milton Brown (creditado Milt Brown)
- George German

## Capítulos
1. For Life and Liberty
2. Paths of Peril
3. The Crimson Terror
4. Out of the Past
5. The False Alarm
6. Fighting Fate
7. Plunge of Peril
8. Face to Face
9. Wanted for Murder
10. The Reckoning